# ميخائيل سوليفان
ميخائيل سوليفان (بالإنجليزية: Michael Sullivan)‏ هو سياسي كندي، ولد في 13 فبراير 1838 في جمهورية أيرلندا، وتوفي في 26 يناير 1915. حزبياً، نشط في حزب كندا المحافظ. وقد انتخب عضو مجلس الشيوخ الكندي.